# Proteroscelio antennalis
Proteroscelio antennalis är en stekelart som beskrevs av Charles Thomas Brues 1937. Proteroscelio antennalis ingår i släktet Proteroscelio och familjen Scelionidae. Inga underarter finns listade i Catalogue of Life.